# Goethestraße (Radebeul)

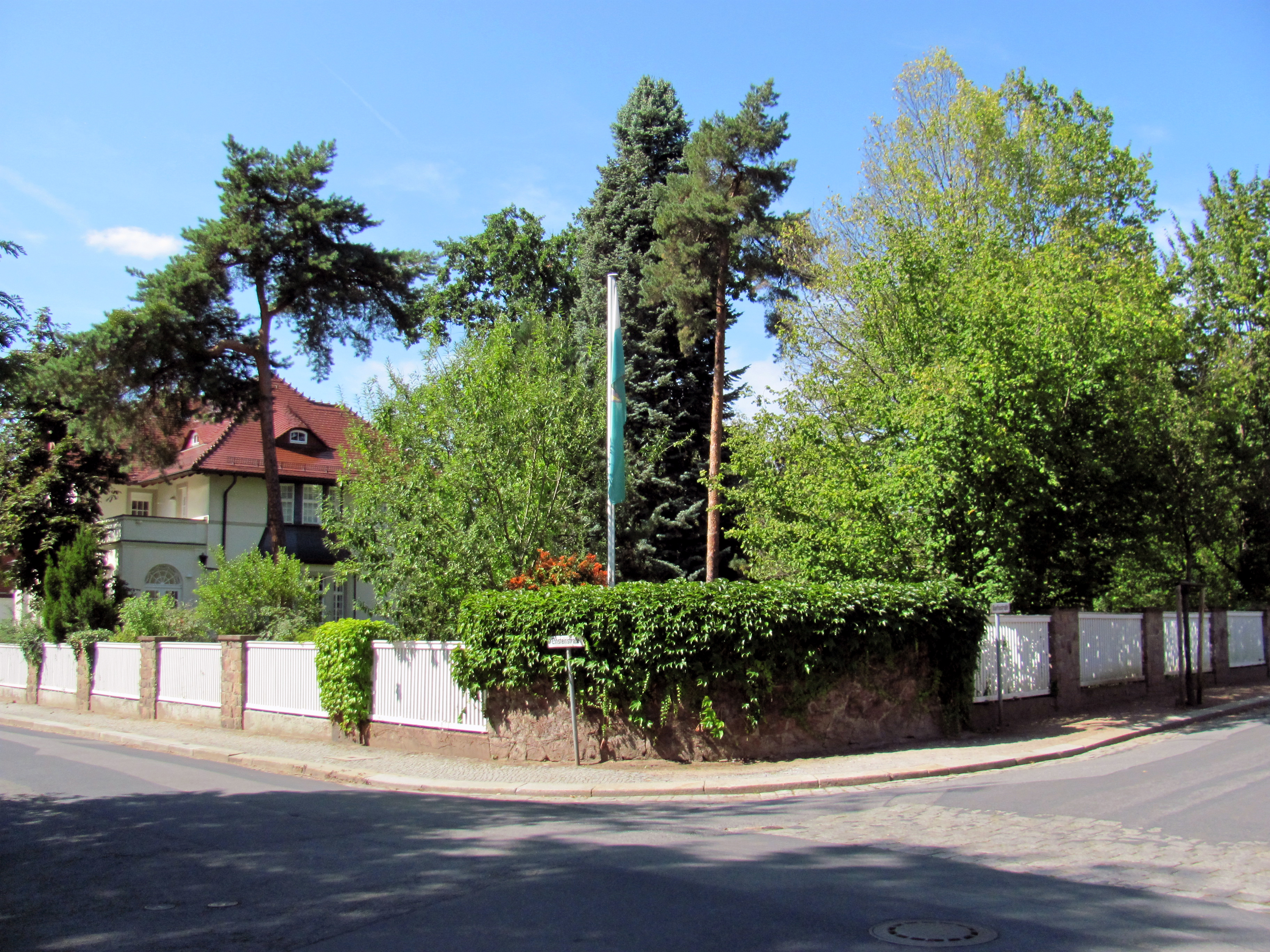
Villengrundstück Einsteinstraße 16 mit denkmalgeschütztem Garten, nach rechts verläuft die Goethestraße

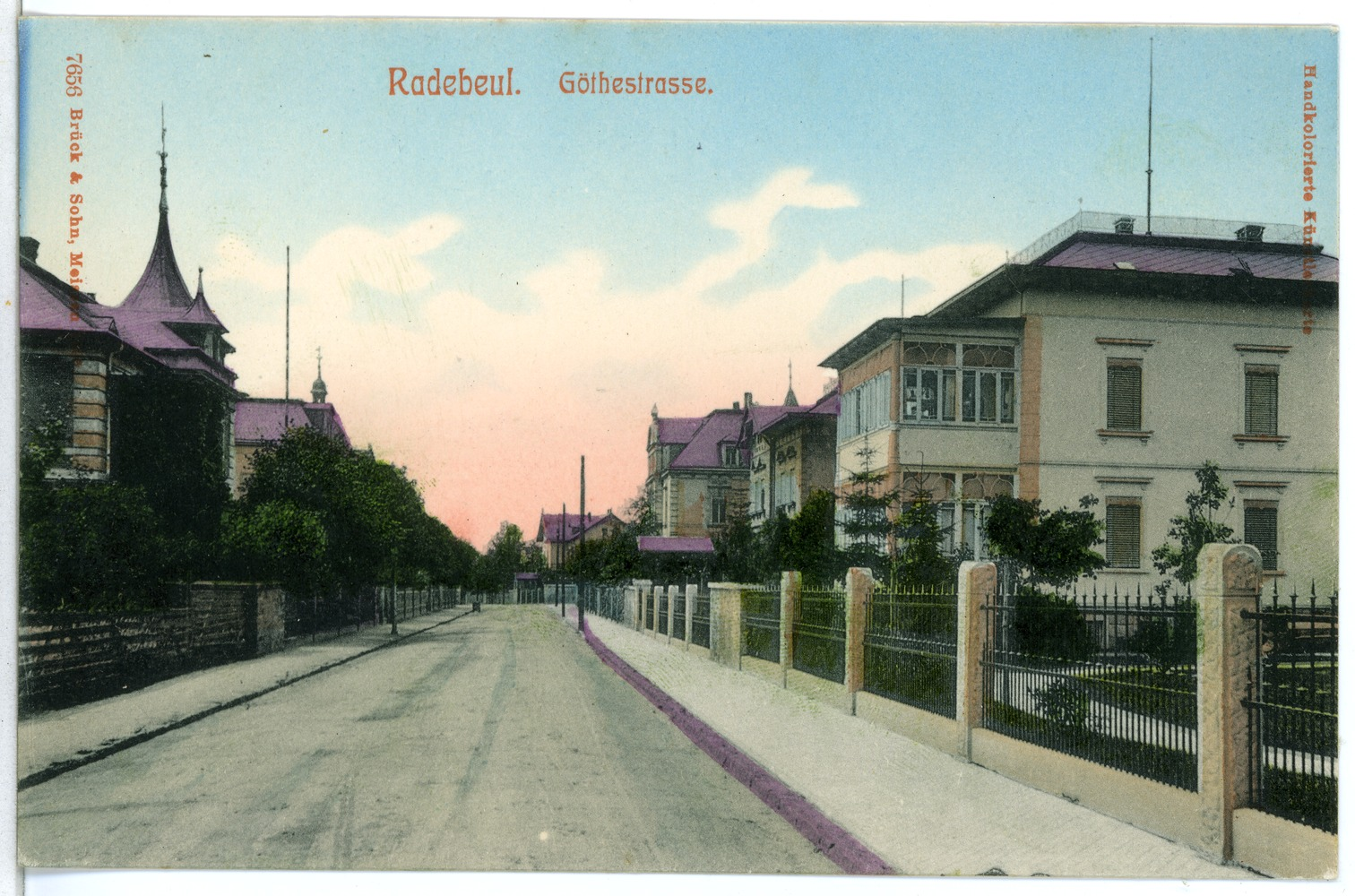
Goethestraße, 1906

Die Goethestraße ist eine Innerortsstraße der sächsischen Stadt Radebeul, in der Ursprungsgemarkung Radebeul selbst.
Die Goethestraße ist eine der beiden Zirkularstraßen, die quer zur Clara-Zetkin-Straße, Einsteinstraße, Karl-Marx-Straße und der August-Bebel-Straße verlaufen und die im Dehio-Handbuch als Beispiel für das Radialstraßensystem des sogenannten Lindenquartiers aufgeführt sind, innerhalb dessen die gründerzeitliche Bebauung Radebeuls erwähnenswert gut erhalten ist.

## Bebauung
Die Benummerung der Hausadressen beginnt an der Hauptstraße auf der südlichen Seite der Straße, d. h. von dort aus verlaufen auf der rechten Straßenseite die Nrn. 1 bis 15 an der August-Bebel-Straße, östlich dieser geht es bis zur Nr. 47 an der Stadtgrenze zu Dresden; auf der linken Straßenseite geht es nach der Überquerung der Einsteinstraße bis zur Nr. 40.
Zahlreiche der an der Goethestraße liegenden Gebäude stehen heute unter Denkmalschutz und sind daher in der Liste der Kulturdenkmale in Radebeul (Gemarkung) aufgeführt, teilweise unter Adressen von Nebenstraßen:
- Villa Charlotte (Nr. 1), Nr. 4, Nr. 7, Nr. 9, Nr. 10, Nr. 11, Villa Lina (Nr. 12), Nr. 15, August-Bebel-Straße 20, August-Bebel-Straße 21/Nr. 17, August-Bebel-Straße 23, Nrn. 19/21, Kantstraße 20, Kantstraße 19, Karl-Marx-Straße 22, Karl-Marx-Straße 19, Karl-Marx-Straße 21/Nr. 30, Nrn. 31/33, Villa Jentzsch (Nr. 34), Nr. 35, Nr. 37, Villa Elisabeth (Clara-Zetkin-Straße 11), Einsteinstraße 16, Einsteinstraße 20, Einsteinstraße 23

## Namensgebung
Der ursprünglich Her(r)mannstraße genannte Weg wurde 1884 zur Straße ausgebaut. Nach 1900 erhielt sie nach dem Dichter Johann Wolfgang von Goethe den Namen Goethestraße, den sie auch heute noch trägt.